# Myurellopsis guphilae
Myurellopsis guphilae é uma espécie de gastrópode do gênero Myurellopsis, pertencente a família Terebridae.